# Hybomitra minshanensis
Hybomitra minshanensis är en tvåvingeart som beskrevs av Xu och Liu 1985. Hybomitra minshanensis ingår i släktet Hybomitra och familjen bromsar. Inga underarter finns listade i Catalogue of Life.